# Antoni Marià Montis i Boneo
Antoni Marià de Montis i Boneo (Palma, 1815 - Valladolid, 1880) fou un escriptor i polític mallorquí.
Era fill de Guillem Ignasi de Montis i Pont i Vich. Marquès de la Bastida, fou diputat a corts per les Balears el 1844. Juntament amb Josep Maria Quadrado i Tomàs Aguiló, fundà La Palma (1840-41), on publicà poemes i narracions de caràcter humorístic i costumista. És autor de comèdies en castellà, com El error de muchos viejos, La crédual y el embustero, La ambición de mayorazgos i Mi dinero y mi mujer (publicada el 1841).
Amb Josep Maria Quadrado, Tomàs Aguiló, Josep Quint Saforteza i Josep Rocabertí de Dameto fundà la tertúlia La Dragonígera. Escriviren en col·laboració Rigores de la estación, representada al teatre Principal de Palma.
Com a polític va ser elegit diputats a Corts en tres ocasions: 1844-45, 1845-46 i 1854-56. Va ser president de la Societat Econòmica Mallorquina d'Amics del País, senador del regne, batle de Palma i conseller i president de la Diputació Provincial de Balears. Va fer part de la comissió que va anar a rebre Alfons XII quan arribà a la península.